# HMS Indefatigable (1909)
O HMS Indefatigable foi um cruzador de batalha operado pela Marinha Real Britânica e a primeira embarcação da Classe Indefatigable, seguido pelo HMS New Zealand e HMAS Australia. Sua construção começou em fevereiro de 1909 no Estaleiro Real de Devonport e foi lançado ao mar em outubro do mesmo ano, sendo comissionado em fevereiro de 1911. Era armado com uma bateria principal de oito canhões de 305 milímetros montados em quatro torres de artilharia duplas, tinha um deslocamento de mais de 22 mil toneladas e alcançava uma velocidade máxima de 25 nós.
O Indefatigable serviu no Mar Mediterrâneo durante os tempos de paz. A Primeira Guerra Mundial começou em 1914 e quase imediatamente ele participou da perseguição aos navios alemães SMS Goeben e SMS Breslau até o Império Otomano, em seguida bombardeando posições otomanas em Dardanelos. Voltou para o Reino Unido em 1915 e pelo ano seguinte ficou realizando patrulhas sem incidentes pelo Mar do Norte. O Indefatigable  esteve presente no final de maio de 1916 na Batalha da Jutlândia, sendo afundado depois de dois depósitos de munição terem explodido.

## Características

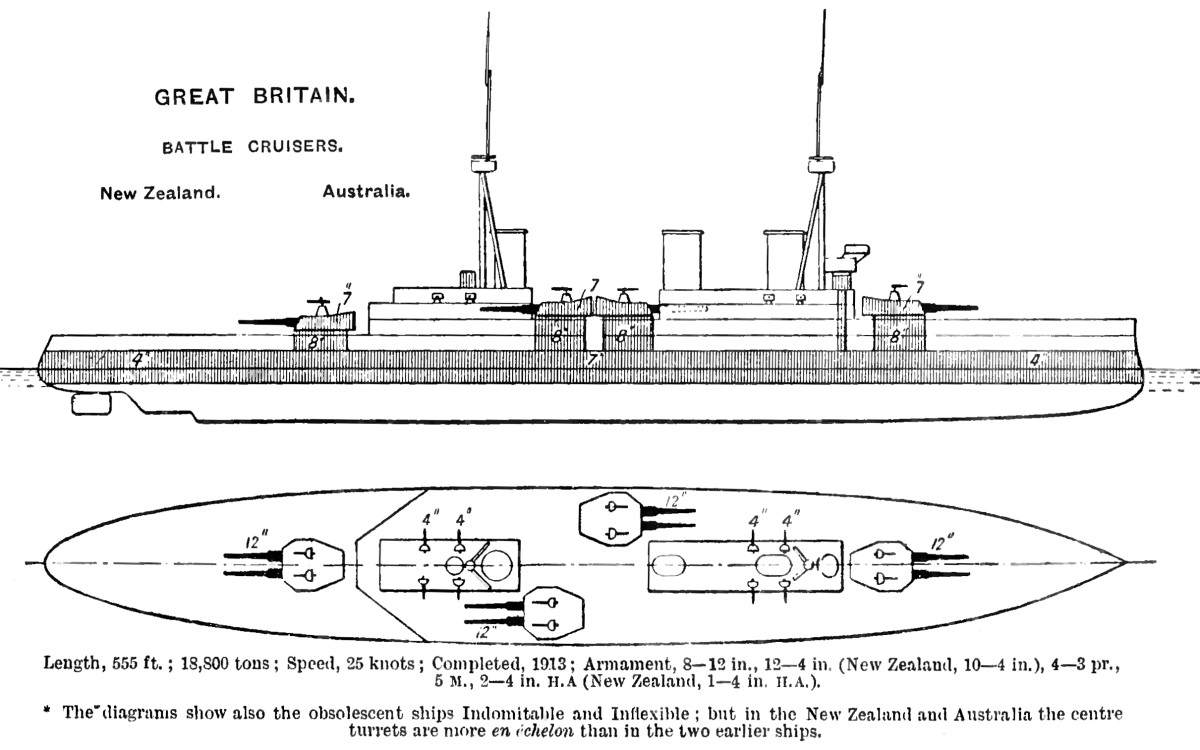
Desenho da Classe Indefatigable

O Reino Unido não encomendou novos cruzadores de batalha depois da Classe Invincible. O governo tinha exigido reduções nos gastos navais, com o Almirantado apresentando uma proposta com apenas couraçados. Isto foi rejeitado em favor de dois obsoletos cruzadores blindados, mas acabou alterado para um cruzador de batalha depois do Almirantado ter destacado a necessidade de se igualar aos recém-publicados planos de construção da Alemanha. O projeto da Classe Indefatigable foi preparado em março de 1908 e a aprovado em novembro. Era ligeiramente maior que a Classe Invincible, com um esquema de blindagem revisado e mais comprido para permitir que as torres de artilharia centrais disparassem para ambos os lados.
O Indefatigable tinha 179,8 metros de comprimento de fora a fora, uma boca de 24,4 metros e um calado máximo de 9,1 metros. O deslocamento normal era de 18,8 mil toneladas, enquanto o deslocamento carregado chegava a 22 485 toneladas. O sistema de propulsão era composto por 31 caldeiras Babcock & Wilcox que alimentavam dois conjuntos de turbinas a vapor Parsons, cada uma girando duas hélices. O sistema tinha uma potência indicada de 43,5 mil cavalos-vapor (32 mil quilowatts) para uma velocidade máxima de 25 nós (46 quilômetros por hora), mas durante seus testes marítimos alcançou 26,89 nós (49,8 quilômetros por hora) a partir de 55 923 cavalos-vapor (41 120 quilowatts). Carregava carvão e óleo combustível suficientes para uma autonomia de 6 330 milhas náuticas (11 720 quilômetros) a dez nós (dezenove quilômetros por hora). A tripulação era de 737 oficiais e marinheiros.
O armamento principal era composto por oito canhões Marco X calibre 45 de 305 milímetros montados em quatro torres de artilharia hidráulicas duplas, uma à vante e outra à ré da superestrutura na linha central e duas à meia-nau no esquema en echelon. O armamento secundária consistia em dezesseis canhões Marco VII calibre 50 de 102 milímetros posicionados na superestrutura. Também tinha dois tubos de torpedo submersos de 450 milímetros, um em cada lateral na altura da última torre de artilharia. O cinturão principal de blindagem tinha de 102 a 152 milímetros de espessura. O convés blindado tinha de 38 a 64 milímetros, já as torres de artilharia tinham frentes de 178 milímetros, ficando em cima de barbetas com a mesma espessura. A torre de comando tinha laterais com 254 milímetros de espessura e um teto com apenas 102 milímetros.

### Modificações
O Indefatigable foi equipado em março de 1915 com um único canhão antiaéreo de 76 milímetros instalado em uma montagem Marco II, recebendo um carregamento de quinhentos projéteis. Todos os seus canhões de 102 foram colocados em casamatas protegidas por escudos durante uma reforma em novembro de 1915 com o objetivo de melhor proteger os artilheiros do clima e combate, porém as duas armas mais de ré precisaram ser removidas. Foi equipado em algum momento entre 1915 e 1916 com um diretório de controle de disparo que centralizava o controle de disparo sob o oficial diretor, que passou a disparar os canhões. As equipes das torres de artilharia tinham que simplesmente seguir instruções transmitidas pelo diretório a fim de alinharem suas armas com o alvo. Isto muito aumentou a precisão, pois o balanço do navio deixou de dispersar os projéteis já que cada torre passou a disparar por conta própria. O diretório de controle de disparo também conseguia avistar mais facilmente onde os projéteis caíam.

## Carreira

### Tempos de paz
O batimento de quilha do Indefatigable ocorreu em 23 de fevereiro de 1909 no Estaleiro Real de Portsmouth, sendo lançado ao mar em 28 de outubro do mesmo ano e comissionado em 24 de fevereiro de 1911. Foi designado ao entrar em serviço para a 1ª Esquadra de Cruzadores, que foi renomeada em janeiro de 1913 para a 1ª Esquadra de Cruzadores de Batalha. Em dezembro do mesmo ano foi transferido para o Mar Mediterrâneo, juntando-se à 2ª Esquadra de Cruzadores de Batalha.

### Primeira Guerra Mundial

#### Ações iniciais

O Indefatigable c. 1911–1914

A Primeira Guerra Mundial começou no final de junho de 1914. O Indefatigable, junto com os cruzadores de batalha HMS Indomitable  e HMS Inflexible, sob o comando do almirante sir Berkeley Milne, encontraram o cruzador de batalha alemão SMS Goeben e o cruzador rápido SMS Breslau na manhã de 4 de agosto. Estes estavam à caminho de bombardear o porto francês de Philippeville, na Argélia. O Reino Unido e a Alemanha ainda não estavam em guerra, assim Milne seguiu os alemães enquanto foram reabastecer em Messina, na Itália. Os três cruzadores de batalha britânicos tiveram problemas com suas caldeiras, com o Goeben e o Breslau sendo perdidos de vista na manhã do dia 5. Nesta altura a Alemanha já tinha invadido a Bélgica e o Reino Unido declarado guerra, mas o Almirantado ordenou que a neutralidade italiana fosse respeitada e que as embarcações ficassem a mais de seis milhas náuticas (onze quilômetros) do litoral italiano, o que os impediu de entrar no Estreito de Messina e assim observar o porto diretamente. Consequentemente, o Indefatigable e o Inflexible foram colocados na saída norte do estreito, pois Milne acreditava que os alemães iriam para o oeste a fim de atacarem navios de transporte de tropas franceses. Ele deixou o cruzador rápido HMS Gloucester na saída sul, enquanto o Indomitable foi reabastecer em Bizerta.
Os alemães deixaram Messina em 6 de agosto e navegaram para leste em direção de Constantinopla, no Império Otomano, sendo seguidos pelo Gloucester. Milne ainda esperava que os alemães virassem para o oeste e assim manteve seus cruzadores de batalha em Malta até pouco depois da meia-noite do dia 8, quando partiu para o Cabo Matapão a apenas doze nós (22 quilômetros por hora), onde o Goeben tinha sido avistado oito horas antes. Ele recebeu às 14h30min uma mensagem incorreta do Almirantado informando que o Reino Unido estava em guerra contra a Áustria-Hungria, quando na realidade a declaração só ocorreria em 12 de agosto, com isso sendo corrigido quatro horas depois. Esta confusão fez Milne desistir de perseguir os alemães, pois suas novas ordens diziam que ele deveria patrulhar o Mar Adriático caso a frota austro-húngara tentasse uma surtida. Ele recebeu no dia seguinte ordens claras para perseguir os alemães, que estavam em rumo nordeste. Milne mesmo assim se recusou a acreditar que o Goeben e Breslau estavam seguindo para Dardanelos e resolveu proteger a saída do Mar Egeu. Os alemães chegaram em Constantinopla e foram transferidos para a Marinha Otomana.
Winston Churchill, então o Primeiro Lorde do Almirantado, ordenou em 3 de novembro que os britânicos atacassem Dardanelos, logo depois do Império Otomano ter entrado em guerra contra a Rússia. O ataque foi realizado pelo Indefatigable e Indomitable, mais os couraçados pré-dreadnought franceses Suffren e Vérité. O objetivo era testar as fortificações e a resposta otomana. Os resultados foram enganosamente encorajadores. Um único projétil acertou o depósito de munição do forte de Sedd el Bahr, na ponta da península de Galípoli, deslocando (mas não destruindo) dez armas e matando 86 soldados. A consequência mais significativa foi atraída para o fortalecimento de suas defesas, com eles expandindo seus campos minados. Este ataque também ocorreu antes da declaração de guerra formal do Reino Unido, que ocorreu no dia 6. O Indefatigable permaneceu no Mediterrâneo até ser substituído pelo Inflexible em 24 de janeiro de 1915, seguindo para Malta para reformas e manutenção. Depois disso voltou para o Reino Unido em 14 de fevereiro e se juntou à 2ª Esquadra de Cruzadores de Batalha. Pelo um ano e meio seguinte realizou patrulhas sem incidentes pelo Mar do Norte. Foi temporariamente a capitânia da formação entre abril e maio de 1916 enquanto seu irmão HMAS Australia estava em reparos depois de ter colidido com seu outro irmão HMS New Zealand.

#### Batalha da Jutlândia

Movimentos britânicos (azul) e alemães (vermelho) na Batalha da Jutlândia

A 2ª Esquadra de Cruzadores de Batalha consistia, em 31 de maio de 1916, no Indefatigable e New Zealand, este último a capitânia do contra-almirante William Pakenham. A esquadra foi designada para a Frota de Cruzadores de Batalha, sob o comando do vice-almirante sir David Beatty, que foi para o mar naquele dia a fim de interceptar a Frota de Alto-Mar alemã no Mar do Norte. Os britânicos decodificaram as mensagens de rádio alemãs e partira antes mesmos dos alemães. Os cruzadores de batalha alemães do I Grupo de Reconhecimento avistaram a Frota de Cruzadores de Batalha ao seu oeste às 15h20min, mas os britânicos só foram avistar os alemães dez minutos depois. Beatty ordenou às 15h32min que seus navios mudassem para um curso leste-sudoeste com o objetivo de bloquearem a rota de fuga alemã. Ele também ordenou que a 2ª Esquadra, que estava na vanguarda da formação, fosse para ré da 1ª Esquadra de Cruzadores de Batalha. Os alemães viraram para estibordo, para longe dos britânicos, assumindo um curso sudeste e reduzindo a velocidade para dezoito nós (33 quilômetros por hora) para que três cruzadores rápidos do II Grupo de Reconhecimento pudessem alcançá-los. Esta manobra tinha a intenção de fazer o I Grupo de Reconhecimento navegar em direção da Frota de Alto-Mar, então a aproximadamente sessenta milhas náuticas (110 quilômetros) de distância. Beatty nesta mesma altura alterou seu curso para leste, pois rapidamente ficou aparente que ele estava muito ao norte para cortar o caminho dos alemães.
Isto levou à chamada "Corrida para o Sul", com Beatty mudando de curso às 15h45min a fim de ficar em paralelo com os alemães, tendo conseguido diminuir a distância para menos de dezesseis quilômetros. Os alemães abriram fogo três minutos depois, com os britânicos fazendo o mesmo em seguida. Estes ainda estavam no processo de virar e assim apenas o HMS Lion e HMS Princess Royal, os dois navios da vanguarda, estavam navegando em linha reta quando os alemães abriram fogo. A formação britânica era de um echelon para a direita, com o Indefatigable sendo o último, tendo o New Zealand à vante e à bombordo. Os disparos alemães foram precisos desde o início, já os britânicos superestimaram a distância pois as embarcações inimigas estavam se misturando com a neblina. O Indefatigable mirou no SMS Von der Tann. A distância tinha diminuído para 11,8 quilômetros às 15h54min e três minutos depois Beatty ordenou uma mudança de curso para estibordo a fim de aumentar a distância.

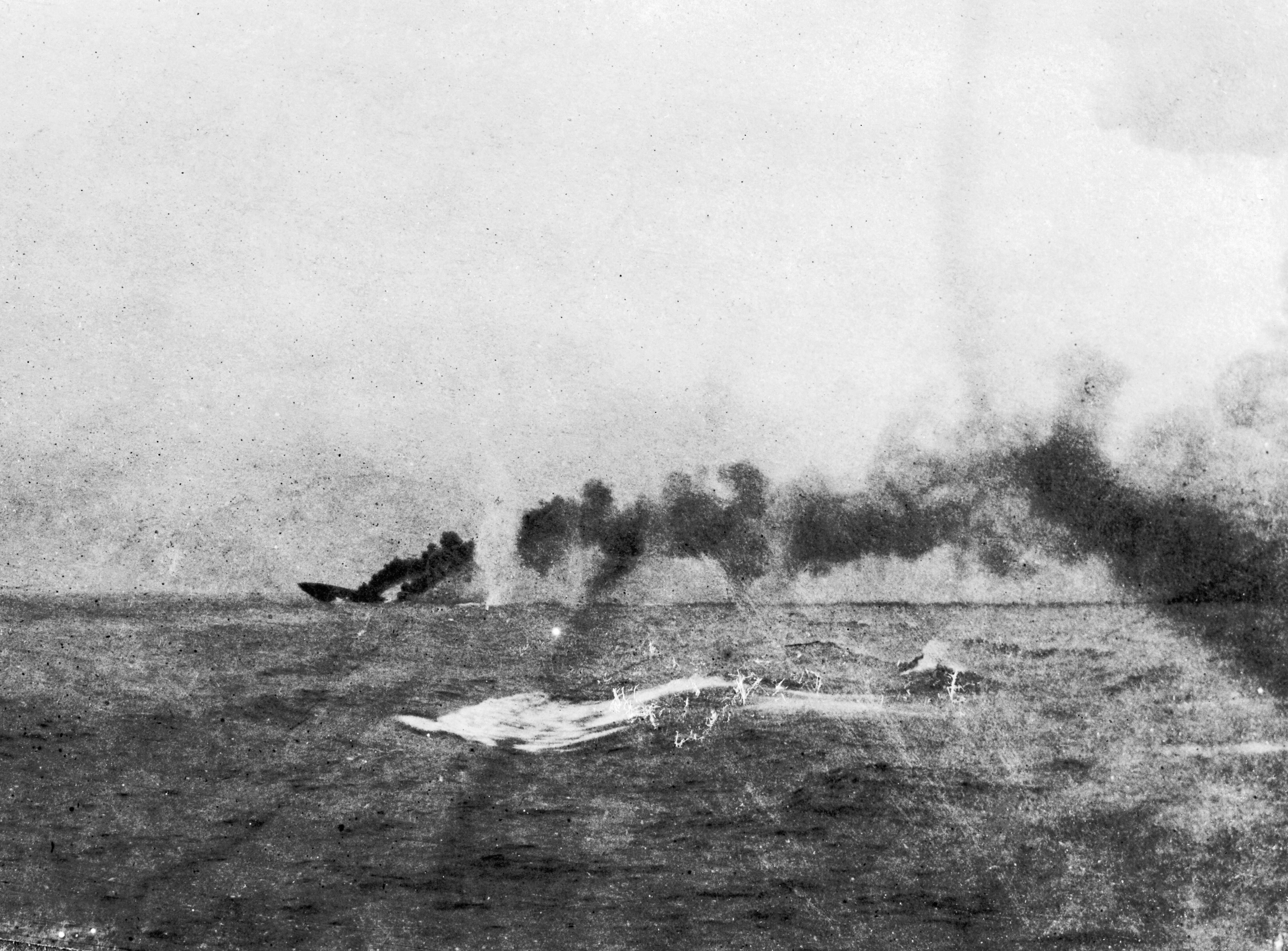
A proa do Indefatigable afundando

O Indefatigable foi atingido às 16h00min próximo da última torre de artilharia por dois ou três projéteis do Von der Tann. O navio saiu de formação para estibordo e começou a adernar para bombordo e afundar pela popa. Seu depósito de munição explodiu três minutos depois após mais acertos, um no castelo de proa e outro na primeira torre de artilharia. Fumaça e chamas jorraram da frente do navio e grandes pedaços foram jogados no ar. Inicialmente se acreditou que a causa do naufrágio foi uma deflagração ou uma pequena explosão no depósito de munição da quarta torre de artilharia que abriu um buraco no fundo do casco e destruiu os equipamentos de direção, com a segunda explosão ocorrendo nos seus depósitos de vante pelos acertos seguintes. Evidências arqueológicas recentes mostraram que os primeiros acertos detonaram o depósito de munição de ré e isto partiu o Indefatigable ao meio na altura da última torre de artilharia, com a popa afundando imediatamente e o resto do navio continuando a navegar até a segunda explosão destruí-lo.
De uma tripulação de 1 019, houve apenas três sobreviventes. O marinheiro Frederick Elliott e o líder sinaleiro Charles Farmer foram resgatados pelo barco torpedeiro alemão SMS S16, mas enquanto ainda estavam na água encontraram o capitão C. F. Sowerby, o oficial comandante do navio, que morreu antes que também pudesse ser resgatado. O terceiro sobrevivente foi o sinaleiro John Bowyer, que foi resgatado por um navio alemão desconhecido. Ele inicialmente foi registrado como um tripulante do contratorpedeiro HMS Nestor, também afundado na batalha.

## Destroços
Os destroços do Indefatigable foram declarados como túmulo de guerra em 2006 e protegidos pela Lei de Proteção de Restos Militares de 1986 junto com aqueles de outros navios afundados na Batalha da Jutlândia. A seção da proa dos seus destroços foi identificada em 2001, quando foi também descoberto que salvamentos ilegais tinham ocorrido antes dessa data. A parte da proa está extremamente destruída e dispersada por uma área grande, possivelmente também emborcada. A seção da popa foi encontrada em 2016, estando de cabeça para baixo e com as hélices a uma certa distância do casco. As duas seções estão a quinhentos metros de distância uma da outra.